# Ernest Grips
Ernest Marie (Ernest) Grips (Jette, 16 december 1872 – Vught, 2 oktober 1970) was een Nederlandse schilder en tekenaar.

## Leven en werk
Grips werd geboren in België uit Nederlandse ouders. Hij was een zoon van de schilder Carel Jozeph Grips en Hermina Maria Johanna Jacoba Gerdessen en een jongere broer van Frits Grips.
Grips leerde de beginselen van de schilderkunst van zijn vader en studeerde verder aan de Bossche Tekenschool. Hij schilderde portretten, stillevens en landschappen in een romantisch-naturalistische trant en was ook actief als restaurator voor musea.
Grips overleed op 97-jarige leeftijd.